# 韓式燉湯
韓式炖汤（韓語：찌개, 韓語發音：[tɕ͈iɡɛ]），又译奇給，指的是一道南韓的湯锅料理。在南韓，炖汤通常做為一道有各種食材，人們圍起來共同享用的料理。
一道韓式炖汤必備菜料及其湯底。在朝鮮王朝，是稱jochi，跟另兩道料理及宮廷料理供奉於国王。
不同種類炖汤會依材料及佐料命名，或以湯底和佐料命名如苦椒醬湯（고추장찌개）或大醬湯（된장찌개）。

## 變體
- 辛奇湯（김치찌개），泡菜及其他材料[3]
- 大醬湯 (된장찌개)，佐料為大醬清湯 [3][3]
- 豆渣炖汤（콩비지찌개）， 大豆[4]
- 部隊湯（부대찌개）， 辣清湯、各種肉類及其他材料[2]
- 韓式魚湯（생선찌개），以魚為材料。 冻明太鱼湯（동태찌개） 則以冷凍鱈魚為材料。[3]
- 嫩豆腐湯（순두부찌개）, 未切的軟豆腐[5]
- 苦椒醬炖汤 (고추장찌개)，佐料為苦椒醬，經常會加豬肉[3]

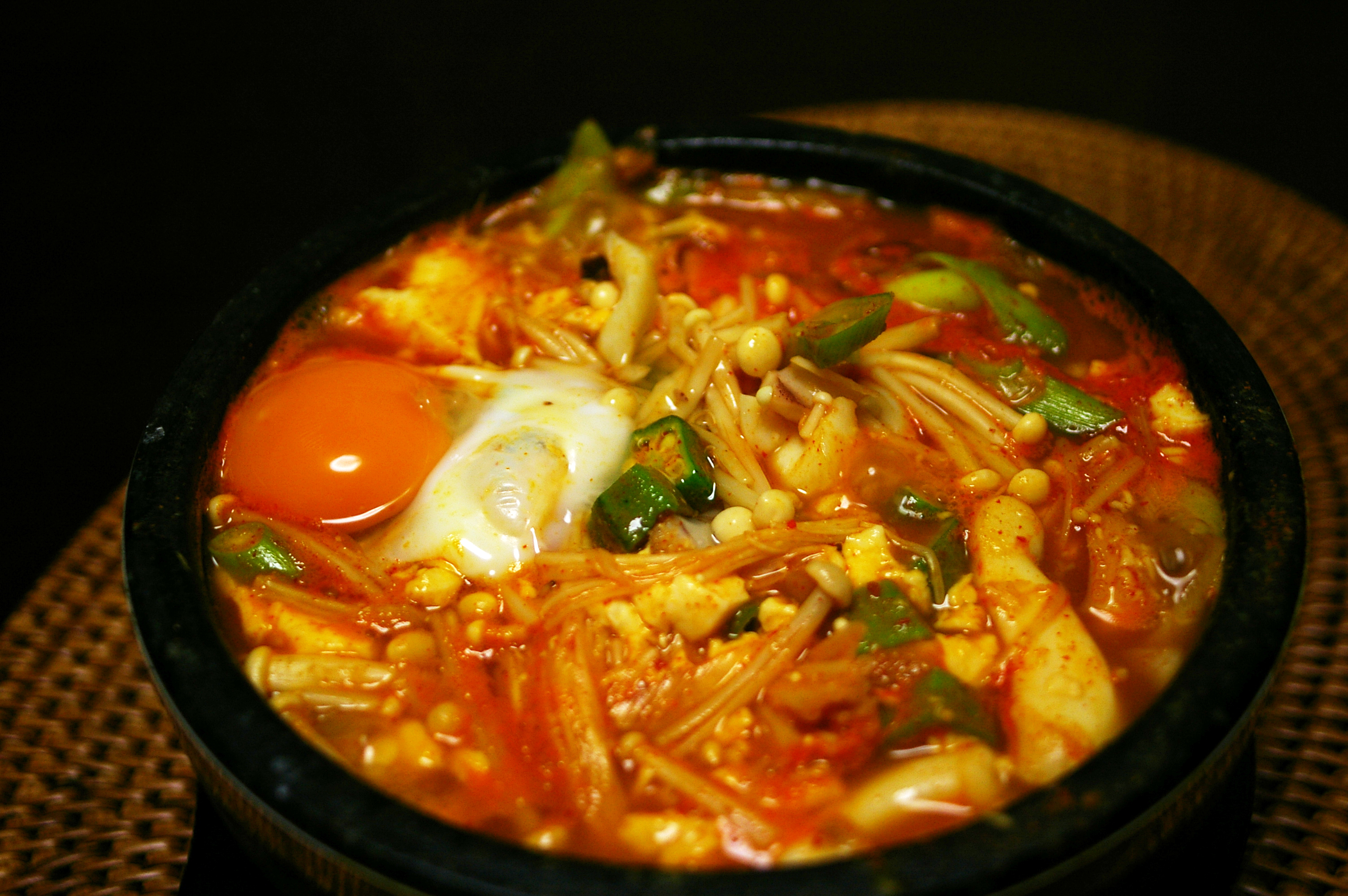
軟豆腐湯（순두부찌개）, 以軟豆腐為材料的炖汤
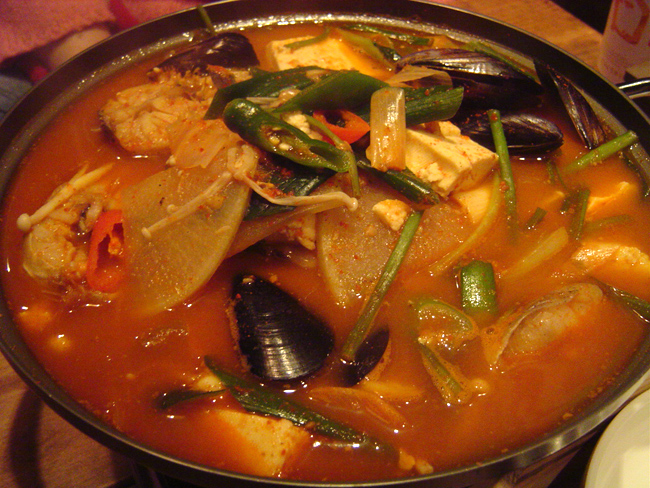
熱鱈魚鍋 (동태찌개),，苦椒醬炖汤
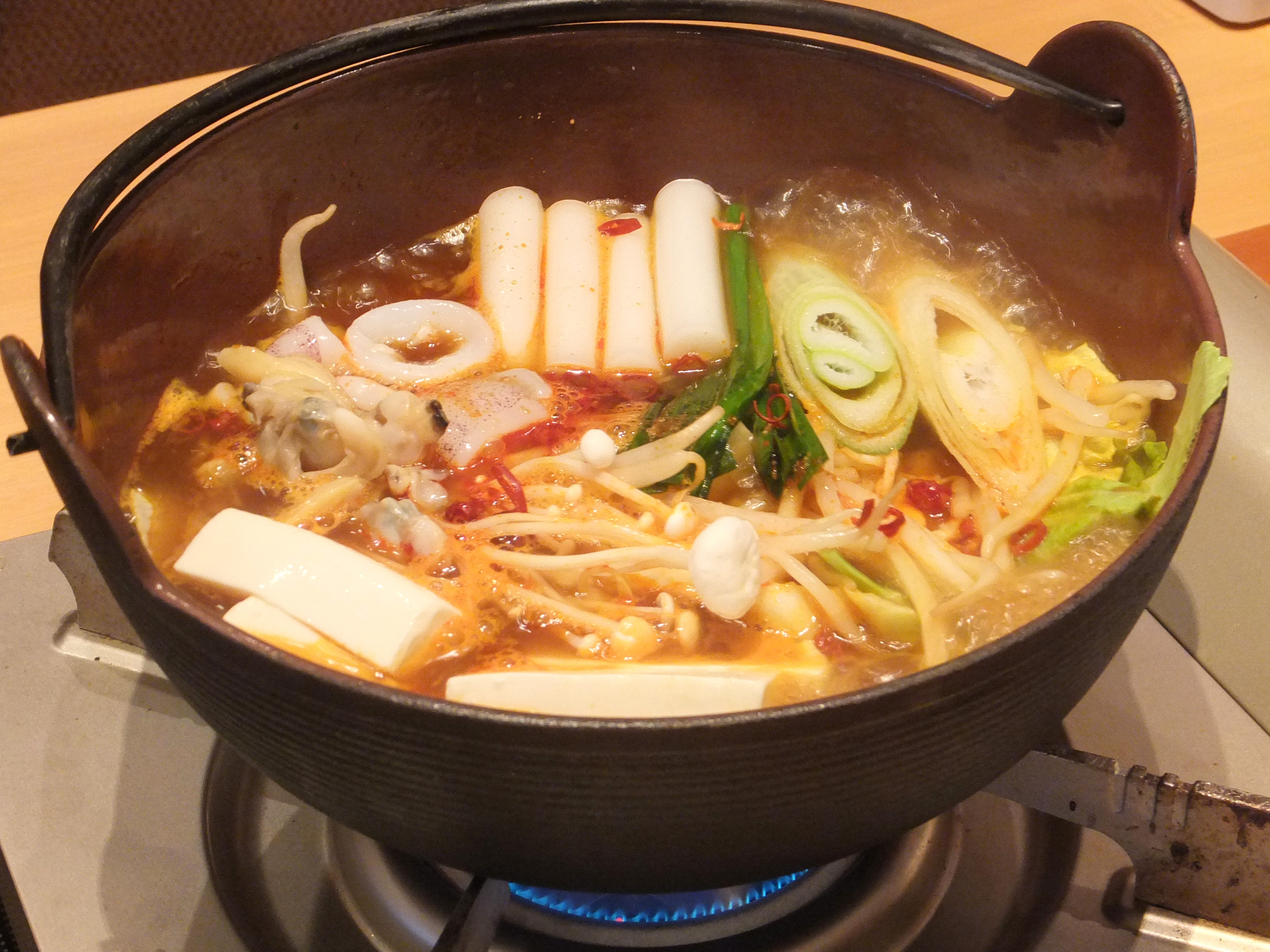